# Albert Carl Koch
Pour les articles homonymes, voir Koch.
Albert Karl Koch
Albert Carl Koch (également Albert Karl Koch, né le 10 mai 1804 à Roitzsch et mort le 1867) était un chercheur de fossiles impliqué dans l'histoire de la recherche sur le Basilosaurus. Des parties squelettiques pétrifiées qu'il a assemblées et trouvées aux États-Unis ont été exposées dans les grandes villes du monde.

## Biographie
Koch a assemblé des découvertes de différents individus jusqu'à ce que le résultat soit un squelette de 34,75 mètres de long. Il a appelé cet animal géant Hydrarchos (plus tard Hydrarchos harlani), en anglais quelque chose comme "règle de l'eau". Il l'a montré comme un grand serpent de mer (reptile) dans l'Apollo Saloon de Broadway à New York en 1845. Les experts doutaient de son authenticité. En 1846, il montra le "Sea Serpent" à Dresde, plus tard à Leipzig et à Berlin. Mais même en Allemagne, des doutes sur l'authenticité ont surgi. En 1847, une équipe de recherche de quatre personnes, composée de Carl Gustav Carus, Bruno Geinitz, Günther et Reichenbach, a été formée, qui a produit une étude à Dresde et Leipzig dans laquelle la théorie reptilienne a été davantage défendue. En revanche, Hermann Burmeister à Halle s'est rangé du côté de Richard Owen et a vu dans Zeuglodon alias Hydrarchos un mammifère. D'autres découvertes ultérieures ont corrigé le physique et l'affectation du Basilosaurus.
Koch a également fait une erreur avec le mastodonte qu'il a composé et nommé Missourium theristocaulodon en utilisant les défenses de manière incorrecte.

## Publications
- Description of the Hydrarchos harlani: A gigantic fossil reptile: lately discovered by the author in the state of Alabama, March, 1845. B. Owen, New York 1845.
- Die Riesenthiere der Urwelt oder das neuentdeckte „Missourium Theristocaulodon“ (Sichelzahn aus Missouri) etc. Verlag A. Duncker, 1845.